# Spindasis apelles
Spindasis apelles är en fjärilsart som beskrevs av Charles Oberthür 1878. Spindasis apelles ingår i släktet Spindasis och familjen juvelvingar. Inga underarter finns listade i Catalogue of Life.